# Terremoto del norte del Perú de 2005
El domingo 25 de septiembre de 2005 a las 20:55 hora local (01:55 26/09UTC), el norte de Perú fue sacudido por un terremoto de una magnitud de 7.5 en la escala de Momento.
El epicentro estuvo localizado a 90 km al noreste de Moyobamba, a 50 km al noreste de Tarapoto en la Región San Martín y distante 14 km de la ciudad de Yurimaguas en la amazonía nor-oriental de Perú, zonas distantes 715 km al noroeste de Lima. El hipocentro se localizó a 115 km debajo de la superficie. El temblor se extendió debajo de los Andes y se sintió hasta la Ciudad de Lima, también se llegó a percibir en Bogotá, Colombia, tanto como en la mayor parte de Ecuador y el oeste de Brasil.

## Efectos Físicos
Al menos 39,000 personas quedaron damnificadas en 7 regiones: La Libertad, San Martín, Loreto, Amazonas, Ancash, Cajamarca y Huánuco.
Las localidades más afectadas, fueron la ciudad de Lamas, pueblos de sus alrededores como Cacatachi, y las localidades de Barranquita y Santiago de Borja (provincia de Lamas). En la ciudad de Lamas y el pueblo de Cacatachi las edificaciones que servían como Iglesias Catedrales.
En Tarapoto se derrumbaron algunas viviendas y otras resultaron muy dañadas, al igual que el servicio eléctrico; se reportaron además deslizamientos de rocas en algunas vías de acceso a la ciudad y fenómeno de licuefacción de suelos en las cercanías del Aeropuerto. En las localidades de Sauce y Huimbayoc, se presentó el fenómeno de licuefacción de suelos.
En la ciudad de Moyobamba, capital del departamento de San Martín, algunas viviendas antiguas sufrieron daños menores, se reportó fenómeno de licuefacción en la zona denominada Azungue y colapsaron 30 m de muro de la prisión local.
La ciudad de Yurimaguas (a 14 km del epicentro) reportó caída de algunos muros, techumbres y cornisas de viviendas, así mismo daños en las redes de energía eléctrica, asentamiento y agrietamiento de la carreteras locales.
En las ciudades de Juanjui, Tocache y otras del departamento de San Martín se evidenció derrumbe de viviendas, daños a instituciones públicas y privadas y licuefacción de suelos. Una torre de alta tensión eléctrica entre Saposoa y Juanjui se derrumbó durante el sismo.
Al menos 18 viviendas colapsaron y 40 quedaron inhabitables en Chachapoyas, capital del departamento de Amazonas, además de severos daños a instituciones públicas e iglesias. En Bagua se reportó licuefacción y agrietamiento de suelos.
En Iquitos, numerosas viviendas y edificios presentaron caída de cornisas, y estuques, y agrietamientos.
En la ciudad de Cajamarca se derrumbaron 04 viviendas y daños en la red de energía eléctrica, lo mismo pasó en las ciudades y pueblos del departamento homónimo.
La iglesia de Yanahuanca en el departamento de Pasco quedó muy afectada tras el movimiento telúrico.
En Chiclayo hubo apagones y daños ligeros, incluso el aeropuerto de la ciudad sufrió un apagón prolongado, causando que un avión comercial procedente de la ciudad de Piura, siga la ruta directa hasta Lima.
Las ciudades de Chimbote, Huánuco, Tingo María, Tumbes, Sullana, Piura, Pucallpa así como numerosas localidades en 13 regiones del Perú, quedaron a oscuras y reportaron daños materiales.
En Ecuador hubo daños en Guayaquil, Quito, Cuenca, Loja entre otras que sufrieron apagones y daños materiales.
En Brasil causó pánico en Manaus y en el estado de Acre.
Sentido en gran parte de Colombia, y por el sur hasta las ciudades de Lima e Ica, además se sintió en algunas zonas de Venezuela.

## Víctimas
En total 20 personas perdieron la vida, 09 en el departamento de San Martín y 01 en el departamento de La Libertad. En San Martín, 6 murieron en la provincia de Lamas, 2 en la provincia de Huallaga y 1 en la provincia de Rioja, mientras que en el departamento de La Libertad, una mujer perdió la vida por el derrumbe de su vivienda en Uchumarca, en la provincia de Bolívar.
Se reportaron 266 heridos a nivel del Perú, 64 de ellos hospitalizados.
La última vez que el Perú había sufrido un fuerte terremoto fue en 2001 con una magnitud de 8.4 Mw en la zona sur del país. Luego el Perú también sufrió otro terremoto el 15 de agosto del 2007 que causó 592 muertes.